# Collegio di Cardiff South and Penarth
Cardiff South and Penarth è un collegio elettorale gallese rappresentato alla Camera dei comuni del parlamento del Regno Unito. Elegge un membro del parlamento con il sistema maggioritario a turno unico; l'attuale parlamentare è Stephen Doughty del Partito Laburista Co-Op, che rappresenta il collegio dal 2012.

## Estensione

Il collegio dal 2010 al 2024

- 1983–2010: i ward della City di Cardiff di Butetown, Grangetown, Llanrumney, Rumney, Splott e Trowbridge, e i ward del borough di Vale of Glamorgan di Alexandra, Cornerswell, Llandough e Stanwell.
- 2010–2024: le divisioni elettorali di Cardiff di Butetown, Grangetown, Llanrumney, Rumney, Splott e Trowbridge, e le divisioni elettorali del county Borough di Vale of Glamorgan di Cornerswell, Llandough, Plymouth, St Augustine's, Stanwell e Sully.
- dal 2024: come sopra, con l'aggiunta delle divisioni elettorali di Cathays e Dinas Powys, ma senza Llanrumney, Rumney e Trowbridge, passate nel collegio di Cardiff East.

## Membri del parlamento
| Elezione | Elezione        | Deputato        | Partito         |
| -------- | --------------- | --------------- | --------------- |
|          | 1983            | James Callaghan | Laburista       |
|          | 1987            | Alun Michael    | Laburista Co-Op |
| 2012 (S) | Stephen Doughty |                 | Laburista Co-Op |

## Elezioni

### Elezioni negli anni 2020
| Partito                    | Partito                                      | Candidato                  | Risultati 4 luglio 2024 | Risultati 4 luglio 2024 |
| Partito                    | Partito                                      | Candidato                  | Voti                    | %                       |
| -------------------------- | -------------------------------------------- | -------------------------- | ----------------------- | ----------------------- |
|                            | Laburista Co-Op                              | Stephen Doughty            | 17 428                  | 44,49                   |
|                            | Verdi                                        | Anthony Slaughter          | 5 661                   | 14,45                   |
|                            | Conservatore                                 | Ellis Smith                | 5 459                   | 13,93                   |
|                            | Reform UK                                    | Simon Llewellyn            | 4 493                   | 11,47                   |
|                            | Plaid Cymru                                  | Sharifah Rahman            | 3 227                   | 8,24                    |
|                            | Lib Dem                                      | Alex Wilson                | 2 908                   | 7,42                    |
|                            |                                              |                            |                         |                         |
| Iscritti                   | Iscritti                                     | Iscritti                   | 72 613                  | 100,00                  |
| ↳ Votanti (% su iscritti)  | ↳ Votanti (% su iscritti)                    | ↳ Votanti (% su iscritti)  | 39 176                  | 53,95                   |
| ↳ Astenuti (% su iscritti) | ↳ Astenuti (% su iscritti)                   | ↳ Astenuti (% su iscritti) | 33 437                  | 46,05                   |
|                            |                                              |                            |                         |                         |
|                            | Esito: collegio confermato a Laburista Co-Op |                            |                         |                         |

### Elezioni negli anni 2010
| Partito                    | Partito                                      | Candidato                  | Risultati 12 dicembre 2019 | Risultati 12 dicembre 2019 |
| Partito                    | Partito                                      | Candidato                  | Voti                       | %                          |
| -------------------------- | -------------------------------------------- | -------------------------- | -------------------------- | -------------------------- |
|                            | Laburista Co-Op                              | Stephen Doughty            | 27 382                     | 54,14                      |
|                            | Conservatore                                 | Phillippa Broom            | 14 645                     | 28,95                      |
|                            | Lib Dem                                      | Dan Schmeising             | 2 985                      | 5,90                       |
|                            | Plaid Cymru                                  | Nasir Adam                 | 2 386                      | 4,72                       |
|                            | Brexit                                       | Tim Price                  | 1 999                      | 3,95                       |
|                            | Verdi                                        | Ken Barker                 | 1 182                      | 2,34                       |
|                            |                                              |                            |                            |                            |
| Iscritti                   | Iscritti                                     | Iscritti                   | 78 837                     | 100,00                     |
| ↳ Votanti (% su iscritti)  | ↳ Votanti (% su iscritti)                    | ↳ Votanti (% su iscritti)  | 50 579                     | 64,16                      |
| ↳ Astenuti (% su iscritti) | ↳ Astenuti (% su iscritti)                   | ↳ Astenuti (% su iscritti) | 28 258                     | 35,84                      |
|                            |                                              |                            |                            |                            |
|                            | Esito: collegio confermato a Laburista Co-Op |                            |                            |                            |

| Partito                    | Partito                                      | Candidato                  | Risultati 8 giugno 2017 | Risultati 8 giugno 2017 |
| Partito                    | Partito                                      | Candidato                  | Voti                    | %                       |
| -------------------------- | -------------------------------------------- | -------------------------- | ----------------------- | ----------------------- |
|                            | Laburista Co-Op                              | Stephen Doughty            | 30 182                  | 59,49                   |
|                            | Conservatore                                 | Bill Rees                  | 15 318                  | 30,19                   |
|                            | Plaid Cymru                                  | Ian Titherington           | 2 162                   | 4,26                    |
|                            | Lib Dem                                      | Emma Sands                 | 1 430                   | 2,82                    |
|                            | UKIP                                         | Andrew Bevan               | 942                     | 1,86                    |
|                            | Verdi                                        | Anthony Slaughter          | 532                     | 1,05                    |
|                            | Pirate                                       | Jebediah Hedges            | 170                     | 0,34                    |
|                            |                                              |                            |                         |                         |
| Iscritti                   | Iscritti                                     | Iscritti                   | 76 524                  | 100,00                  |
| ↳ Votanti (% su iscritti)  | ↳ Votanti (% su iscritti)                    | ↳ Votanti (% su iscritti)  | 50 736                  | 66,30                   |
| ↳ Astenuti (% su iscritti) | ↳ Astenuti (% su iscritti)                   | ↳ Astenuti (% su iscritti) | 25 788                  | 33,70                   |
|                            |                                              |                            |                         |                         |
|                            | Esito: collegio confermato a Laburista Co-Op |                            |                         |                         |

| Partito                    | Partito                                      | Candidato                  | Risultati 7 maggio 2015 | Risultati 7 maggio 2015 |
| Partito                    | Partito                                      | Candidato                  | Voti                    | %                       |
| -------------------------- | -------------------------------------------- | -------------------------- | ----------------------- | ----------------------- |
|                            | Laburista Co-Op                              | Stephen Doughty            | 19 966                  | 42,78                   |
|                            | Conservatore                                 | Emma Warman                | 12 513                  | 26,81                   |
|                            | UKIP                                         | John Rees-Evans            | 6 423                   | 13,76                   |
|                            | Plaid Cymru                                  | Ben Foday                  | 3 443                   | 7,38                    |
|                            | Lib Dem                                      | Nigel Howells              | 2 318                   | 4,97                    |
|                            | Verdi                                        | Anthony Slaughter          | 1 746                   | 3,74                    |
|                            | TUSC                                         | Ross Saunders              | 258                     | 0,55                    |
|                            |                                              |                            |                         |                         |
| Iscritti                   | Iscritti                                     | Iscritti                   | 76 004                  | 100,00                  |
| ↳ Votanti (% su iscritti)  | ↳ Votanti (% su iscritti)                    | ↳ Votanti (% su iscritti)  | 46 667                  | 61,40                   |
| ↳ Astenuti (% su iscritti) | ↳ Astenuti (% su iscritti)                   | ↳ Astenuti (% su iscritti) | 29 337                  | 38,60                   |
|                            |                                              |                            |                         |                         |
|                            | Esito: collegio confermato a Laburista Co-Op |                            |                         |                         |

| Partito                    | Partito                                      | Candidato                  | Risultati 22 ottobre 2012 | Risultati 22 ottobre 2012 |
| Partito                    | Partito                                      | Candidato                  | Voti                      | %                         |
| -------------------------- | -------------------------------------------- | -------------------------- | ------------------------- | ------------------------- |
|                            | Laburista Co-Op                              | Stephen Doughty            | 9 193                     | 47,30                     |
|                            | Conservatore                                 | Craig Williams             | 3 859                     | 19,85                     |
|                            | Lib Dem                                      | Bablin Molik               | 2 103                     | 10,82                     |
|                            | Plaid Cymru                                  | Luke Nicholas              | 1 854                     | 9,54                      |
|                            | UKIP                                         | Simon Zeigler              | 1 179                     | 6,07                      |
|                            | Verdi                                        | Anthony Slaughter          | 800                       | 4,12                      |
|                            | Laburista Socialista                         | Andrew Jordan              | 235                       | 1,21                      |
|                            | Comunista                                    | Robert Griffiths           | 213                       | 1,10                      |
|                            |                                              |                            |                           |                           |
| Iscritti                   | Iscritti                                     | Iscritti                   | 75 626                    | 100,00                    |
| ↳ Votanti (% su iscritti)  | ↳ Votanti (% su iscritti)                    | ↳ Votanti (% su iscritti)  | 19 436                    | 25,70                     |
| ↳ Astenuti (% su iscritti) | ↳ Astenuti (% su iscritti)                   | ↳ Astenuti (% su iscritti) | 56 190                    | 74,30                     |
|                            |                                              |                            |                           |                           |
|                            | Esito: collegio confermato a Laburista Co-Op |                            |                           |                           |

| Partito                    | Partito                                      | Candidato                  | Risultati 6 maggio 2010 | Risultati 6 maggio 2010 |
| Partito                    | Partito                                      | Candidato                  | Voti                    | %                       |
| -------------------------- | -------------------------------------------- | -------------------------- | ----------------------- | ----------------------- |
|                            | Laburista Co-Op                              | Alun Michael               | 17 262                  | 38,91                   |
|                            | Conservatore                                 | Simon Hoare                | 12 553                  | 28,29                   |
|                            | Lib Dem                                      | Dominic Hannigan           | 9 875                   | 22,26                   |
|                            | Plaid Cymru                                  | Farida Aslam               | 1 851                   | 4,17                    |
|                            | UKIP                                         | Simon Zeigler              | 1 145                   | 2,58                    |
|                            | Indipendente                                 | George Burke               | 648                     | 1,46                    |
|                            | Verdi                                        | Matthew Townsend           | 554                     | 1,25                    |
|                            | Cristiano                                    | Clive Bate                 | 285                     | 0,64                    |
|                            | Comunista                                    | Robert Griffiths           | 196                     | 0,44                    |
|                            |                                              |                            |                         |                         |
| Iscritti                   | Iscritti                                     | Iscritti                   | 73 702                  | 100,00                  |
| ↳ Votanti (% su iscritti)  | ↳ Votanti (% su iscritti)                    | ↳ Votanti (% su iscritti)  | 44 369                  | 60,20                   |
| ↳ Astenuti (% su iscritti) | ↳ Astenuti (% su iscritti)                   | ↳ Astenuti (% su iscritti) | 29 333                  | 39,80                   |
|                            |                                              |                            |                         |                         |
|                            | Esito: collegio confermato a Laburista Co-Op |                            |                         |                         |

### Elezioni negli anni 2000
| Partito                    | Partito                                      | Candidato                  | Risultati 5 maggio 2005 | Risultati 5 maggio 2005 |
| Partito                    | Partito                                      | Candidato                  | Voti                    | %                       |
| -------------------------- | -------------------------------------------- | -------------------------- | ----------------------- | ----------------------- |
|                            | Laburista Co-Op                              | Alun Michael               | 17 447                  | 47,27                   |
|                            | Conservatore                                 | Victoria Green             | 8 210                   | 22,24                   |
|                            | Lib Dem                                      | Gavin Cox                  | 7 529                   | 20,40                   |
|                            | Plaid Cymru                                  | Jason Toby                 | 2 023                   | 5,48                    |
|                            | Verdi                                        | John Matthews              | 729                     | 1,97                    |
|                            | UKIP                                         | Jennie Tuttle              | 522                     | 1,41                    |
|                            | Alternativa Socialista                       | David Bartlett             | 269                     | 0,73                    |
|                            | Indipendente                                 | Andrew Taylor              | 104                     | 0,28                    |
|                            | Rainbow Dream Ticket                         | Catherine Taylor-Dawson    | 79                      | 0,21                    |
|                            |                                              |                            |                         |                         |
| Iscritti                   | Iscritti                                     | Iscritti                   | 65 679                  | 100,00                  |
| ↳ Votanti (% su iscritti)  | ↳ Votanti (% su iscritti)                    | ↳ Votanti (% su iscritti)  | 36 912                  | 56,20                   |
| ↳ Astenuti (% su iscritti) | ↳ Astenuti (% su iscritti)                   | ↳ Astenuti (% su iscritti) | 28 767                  | 43,80                   |
|                            |                                              |                            |                         |                         |
|                            | Esito: collegio confermato a Laburista Co-Op |                            |                         |                         |

| Partito                    | Partito                                      | Candidato                  | Risultati 7 giugno 2001 | Risultati 7 giugno 2001 |
| Partito                    | Partito                                      | Candidato                  | Voti                    | %                       |
| -------------------------- | -------------------------------------------- | -------------------------- | ----------------------- | ----------------------- |
|                            | Laburista Co-Op                              | Alun Michael               | 20 094                  | 56,21                   |
|                            | Conservatore                                 | Maureen Owen               | 7 807                   | 21,84                   |
|                            | Lib Dem                                      | Rodney Berman              | 4 572                   | 12,79                   |
|                            | Plaid Cymru                                  | Lila Haines                | 1 983                   | 5,55                    |
|                            | UKIP                                         | Justin Callan              | 501                     | 1,40                    |
|                            | Alleanza Socialista                          | David Bartlett             | 427                     | 1,19                    |
|                            | ProLife Alliance                             | Anne Savoury               | 367                     | 1,03                    |
|                            |                                              |                            |                         |                         |
| Iscritti                   | Iscritti                                     | Iscritti                   | 62 611                  | 100,00                  |
| ↳ Votanti (% su iscritti)  | ↳ Votanti (% su iscritti)                    | ↳ Votanti (% su iscritti)  | 35 751                  | 57,10                   |
| ↳ Astenuti (% su iscritti) | ↳ Astenuti (% su iscritti)                   | ↳ Astenuti (% su iscritti) | 26 860                  | 42,90                   |
|                            |                                              |                            |                         |                         |
|                            | Esito: collegio confermato a Laburista Co-Op |                            |                         |                         |

## Risultati dei referendum

### Referendum sulla permanenza del Regno Unito nell'Unione europea del 2016
|             | Collegio                  | Lasciare UE % | Rimanere in UE % |
| ----------- | ------------------------- | ------------- | ---------------- |
|             | Cardiff South and Penarth | 44,9%         | 55,1%            |
|             | Galles                    | 52,5%         | 47,5%            |
| Regno Unito | 51,9%                     | 48,1%         |                  |